# Valero Energy
Valero Energy Corporation – amerykańskie przedsiębiorstwo branży energetycznej i paliwowej z siedzibą w San Antonio w stanie Teksas, założone 1 stycznia 1980 roku w wyniku spin offu LoVaca Gathering Company z Coastal Corporation, w wyniku którego powstała Valero Refining and Mining Company, spółka niezależna od Coastala. Do głównej działalności przedsiębiorstwa zalicza się produkcja i sprzedaż paliw, etanolu i produktów ropopochodnych.
W 2015 roku firma zajęła 13. pozycję w rankingu Fortune 500 oraz 34. pozycję w rankingu Fortune Global 500.

## Produkcja paliw
Do Valero należy 15 rafinerii, w których produkowana jest benzyna, olej napędowy i paliwo lotnicze, w tym 6 zakładów w Teksasie, po 2 w Luizjanie i Kalifornii oraz po 1 w Tennessee, Oklahomie, Walii i w Quebec w Kanadzie, o całkowitej mocy przerobowej około 2,4 mln baryłek na dobę. Paliwa produkowane przez Valero sprzedawane są w Stanach Zjednoczonych i na Karaibach pod markami Valero, Beacon oraz Shamrock, pod marką Ultramar w Kanadzie oraz Texaco w Wielkiej Brytanii i Irlandii.
W pięciu rafineriach należących do Valero produkowany jest asfalt, sprzedawany głównie do odbiorców operujących w sektorze budowy i naprawy dróg oraz dachów. Firma produkuje również olej naftenowy, gazy NGL (butan, izobutan, propan), koks ponaftowy, benzen, toluen, ksylen oraz propeny. Valero produkuje również na dużą skalę siarkę, sprzedawaną do sektora rolniczego.

## Produkcja etanolu
Do Valero należy 11 zakładów produkcyjnych etanolu o łącznej mocy przerobowej 462 mln buszli (prawie 16,3 mln m³) kukurydzy rocznie i wydajności ponad 1,3 mld galonów etanolu rocznie. Zakłady rozlokowane są w stanach Iowa (4 zakłady), Indiana (2 zakłady) oraz po jednym zakładzie w stanach Minnesota, Nebraska, Ohio, Dakota Południowa oraz Wisconsin. Firma sprzedaje wyprodukowany etanol do rafinerii i mieszalni paliw oraz handluje nim na giełdach towarowych.

## Transport i logistyka
W 2013 roku firma utworzyła Valero Energy Partners LP, spółkę publiczną z większościowym udziałem Valero Energy Corporation, której zadaniem jest zarządzanie rurociągami, terminalami oraz transportem i logistyką. Do firmy należy 13 rurociągów o łącznej długości 764 mil, jak również 5 terminali do obsługi ropy surowej, 7 terminali do obsługi produktów ropopochodnych i po 1 terminalu do obsługi oleju napędowego i benzyny.